# ازکان اوغور
ازکان اوغور (ترکی استانبولی: Özkan Uğur؛ زادهٔ ۱۷ اکتبر ۱۹۵۳ – درگذشتهٔ ۸ ژوئیهٔ ۲۰۲۳) موسیقی‌دان و هنرپیشه اهل ترکیه بود. وی از سال ۱۹۷۰ میلادی تا هنگام مرگ مشغول فعالیت بود.
از فیلم‌ها یا برنامه‌های تلویزیونی که وی در آن نقش داشته‌است می‌توان به A.R.O.G، راهزنی، و G.O.R.A. اشاره کرد.